# Eidoreus minutus
Eidoreus minutus är en skalbaggsart som beskrevs av Sharp 1885. Eidoreus minutus ingår i släktet Eidoreus och familjen svampbaggar. Inga underarter finns listade i Catalogue of Life.